# Russell Coutts
Russell Coutts (Wellington, Nueva Zelanda, 1 de marzo de 1962) es un regatista neozelandés. Ha ganado el galardón como Regatista Mundial del Año de la ISAF en 1995 y 2003. Es director del equipo Oracle Challenge desde 2007.
Fue medalla de oro en los  Juegos Olímpicos de Los Ángeles 1984 en la clase Finn, y venció en la máxima competición de vela del mundo, la Copa América, en cinco ocasiones: en 1995 como patrón del Team New Zealand, en 2000 como patrón del Team New Zealand, en 2003 como patrón del Alinghi y en 2010 y 2013 como director (CEO) del Oracle Challenge.

## Reconocimientos
- En 1985 fue nombrado miembro de la Orden del Imperio Británico y en 1995 elevado a comendador.
- En 2000 fue nombrado Companion de la Orden del Mérito de Nueva Zelanda y en 2009 elegido Distinguido Compañero.